# Journey to Self
Journey to Self es una película dramática nigeriana de 2012 escrita y producida por Ashionye Michelle Raccah y dirigida por Tope Oshin. Está protagonizada por Nse Ikpe-Etim, Ashionye Michelle Raccah, Dakore Akande, Tosin Sido y Katherine Obiang. Recibió una nominación en la categoría Logro en banda sonora en la novena edición de los Premios de la Academia del Cine Africano.

## Sinopsis
Cuatro amigas de la infancia se reúnen en casa de la fallecida Uche (Tosin Sido), a quien su padre entregó en matrimonio como pago de una deuda. Tan pronto como se reveló que ella era estéril, comenzó a sufrir un colapso emocional causado por su esposo y las otras esposas celosas.
Rume (Katherine Obiang) está casada con un hombre "travesti". Ella solicitó el divorcio después de varios intentos por reparar su relación, sin embargo, él le suplicó que presentara la infidelidad como razón del divorcio para evitar la discriminación social de familiares y amigos.
Regina (Ashionye Michelle Raccah) es una ama de casa que está siendo agredida por su esposo. Sus dos hijos también están siendo afectados por la violencia doméstica.
Nse (Nse Ikpe Etim) tuvo un hijo cuando era más joven y su esposo aún no lo sabe.
Alex (Dakore Akande) es una celebridad que ha tenido mala suerte en sus relaciones pues los hombres solo se aprovechan de ella.

## Elenco
- Nse Ikpe-Etim como Nse
- Ashionye Michelle Raccah como Regina
- Dakore Akande como Alex
- Katherine Obiang como Rume
- Tosin Sido como Uche
- Chris Attoh como Dapo
- Femi Brainard como David
- Femi Jacobs como Uzo
- Adeyemi Okanlawon como Benjamin
- Kalu Ikeagwu como Joe

## Recepción
Recibió críticas que iban de mixtas a positivas y Nollywood Reinvented le otorgó una calificación del 54%. En la reseña se describió que la película no encajaba en la fórmula típica de Nollywood. "El hecho de que no sea lo que estamos acostumbrados no la convierte en una mala película. Tenía un punto que transmitir, envió ese punto a casa y terminó. Sencillo y breve". Sodas and Popcorn le dio una calificación de 4 sobre 5 diciendo: "Tiene un mensaje fuerte sobre el autodescubrimiento, independencia y autodefensa. La mejor parte es el hecho de que la película logra comunicar todas estas lecciones de manera eficaz". Una frase memorable de la película es "Tuve un bebé de dieciocho meses que criar y un esposo que no sabe si quiere ser mamá o papá".

## Premios y nominaciones
| Premiación                                              | Categoría                            | Nominado                                 | Resultado |
| ------------------------------------------------------- | ------------------------------------ | ---------------------------------------- | --------- |
| Novena edición Premios de la Academia del Cine Africano | Logro en banda sonora                | Tee Y Mix                                | Nom       |
| Nollywood Movies Awards 2013                            | Mejor película                       | Ashionye Michelle Raccah                 | Nom       |
| Nollywood Movies Awards 2013                            | Mejor Director                       | Tope Oshin Ogun                          | Nom       |
| Nollywood Movies Awards 2013                            | Mejor Edición                        | Adekunle "Nodash" Adejuyigbe             | Ganador   |
| Nollywood Movies Awards 2013                            | Mejor diseño de sonido               | Carl Raccah                              | Nom       |
| Nollywood Movies Awards 2013                            | Mejor diseño de vestuario            | Yolanda Okereke                          | Nom       |
| Nollywood Movies Awards 2013                            | Mejor maquillaje                     | Toby Ejiro Jeje- Philip & Korede Olowoyo | Nom       |
| Best of Nollywood Awards 2013                           | Mejor actriz de reparto              | Katherine Obiang                         | Nom       |
| Best of Nollywood Awards 2013                           | Mejor actor infantil                 | Dozie Onyiriuka                          | Nom       |
| Best of Nollywood Awards 2013                           | Película con el mejor mensaje social | Ashionye Michelle Raccah                 | Ganador   |
| Africa Magic Viewers Choice Awards 2014                 | Mejor edición de sonido              | Carl Raccah                              | Nom       |
| Africa Magic Viewers Choice Awards 2014                 | Mejor actriz de drama                | Nse Ikpe Etim                            | Ganador   |